# Dracut
Dracut è un comune degli Stati Uniti d'America facente parte della contea di Middlesex nello stato del Massachusetts. Dracut è un comune prevalentemente agricolo.